# Festival de Cinema de Nashville
O Nashville Film Festival (NashFilm), realizado anualmente em Nashville, Tennessee, desde 1969. É o festival de cinema mais antigo do Sul e um dos mais antigos dos Estados Unidos. Em 2016, o Festival de Cinema de Nashville recebeu mais de 6.700 inscrições de 125 países e programou 271 filmes. A participação cresceu para quase 43.000. O festival oferece ainda um concurso de roteiro com categorias de longas, teleplays e curtas e um concurso de web series. Além de dez dias de exibição de filmes, o festival oferece painéis da indústria, vitrines de música, festas e recepções. O Festival de Cinema de Nashville também é um festival de qualificação para o Oscar.